# Macromia kubokaiya
Macromia kubokaiya là một loài chuồn chuồn ngô thuộc họ Corduliidae. Nó là loài đặc hữu của Nhật Bản.